# Рашит Шакуров
Рашит Закирович Шакуров (на башкирски: Шәкүров Рәшит Закир улы; псевдоним – Рашит Шакур; р. 11 януари 1937 г., село Новоабдрахманово, Алшеевски район, БАССР, днес в Стерлитамакски район) е башкирски учен-филолог, топонимист, поет, публицист.
Доктор на филологическите науки (1998), професор (2012), заслужил деец на науката на Република Башкирия (1997), заслужил деец на културата на БАССР (1988), академик на Международната тюркска академия (1997), на Международната академия по информатизация (1997). Член на Съюза на журналистите (1961), на Съюза на писателите (1979), председател на Башкирския народен център „Урал“ (1989 – 1991 г.). Кавалер на ордена „Салават Юлаев“ (2007).

## Биография
Рашит Шакур е роден на 11 януари 1937 г. в село Новоабдрахманово в Алшеевски (днес в Стерлитамакски) район на Башкортостан. След завършването на седемгодишното училище и Октомврийският нефтохимически техникум през 1956 г. работи в нефтогазодобивно управление „Алметевскнефт“. След това служи в армията.
През 1965 г. завършва филологическия факултет на Башкирския държавен университет. В периода 1965 – 1969 г. работи като сътрудник, завеждащ отдел на вестник „Съвет на Башкортостан“. През 1969 – 1972 г. е аспирант в Института по лингвистика на Академията на науките на СССР, а през 1979 г. защитава дисертация.
От 1972 г. до 1993 г. с прекъсване е научен сътрудник в Института по история, език и литература (ИИЯЛ) на Уфимския научен център (УНЦ) на РАН. През 1977 – 1983 г. е завеждащ отдел на списание „Агидел“. От 1977 г. е литературен консултант на Съюза на писателите на републиката, след което става член на Управителния му съвет. От 1992 г. завежда отдела за Башкирската енциклопедия на ИИЯЛ към УНЦ на РАН. През 1993 – 1995 г. е ръководител на отдела за литература, фолклор и лингвистика на Главната редакция на Башкирската енциклопедия към АН на РБ. От 1995 г. е директор на научното издателство „Башкирска енциклопедия“.
От март 1998 г. е заместник главен редактор на списание „Ватандаш“. През 1998 г. защитава докторска дисертация на тема „Историческо-стратиграфски и ареални проучвания на башкирските топонимии в Южен Урал и Предуралието“. През 1998 – 2012 г. работи като професор в катедрата по башкирски език на Башкирския държавен педагогически университет „Мифтахетдин Акмула“.

## Научна дейност
През 1973 и 1986 г. ръководи топонимни, диалектологични и археографски експедиции, а през 1981 и 1983 г. участва във фолклорна експедиция из Башкортостан, както и в Курганска област. Съставя топонимни речници, включително и „Речник на топонимите на Башкирска АССР“ (1980). Член е на главната редакция на 6-томното издание на „История на башкирската литература“ (1990 – 1996). Автор е на 7 монографии по история на башкирската литература, фолклор и топоними в Южен Урал, научнопопулярни книги и брошури. От него е обоснована концепцията на многотомната универсална „Башкирска енциклопедия“ (1996).
Автор е на повече от 370 научни публикации. Научните му изследвания са посветени на проблемите на башкирското езикознание, литературна критика, фолклористика, топонимия, диалектология.

## Творчество
Първата му стихосбирка, озаглавена „Слънце в сърцето ми“ е издадена през 1970 г. Книгата „Звезда на поезията“ (1981 г.), е посветена на живота и творчеството на Мифтахетдин Акмула. Книгите „Заповед на вековете“ („Быуаттар аманаты“, 2002), „Извори на духовността“ (2009) разработват много аспекти на духовната култура на Башкортостан.
В книгата „Знаменити башкири“ (1998) са представени есета за живота и творчеството на башкирски държавни и обществени дейци, писатели, учени. В книгата си „Страната на пеещите жерави“ (1996), са включени есета и статии за башкирския фолклор, народни музикални инструменти, народни певци и музиканти. Също така от професора са записани варианти на народните епоси „Заятуляк и Хыухылу“, „Кунгыр-буга“ и други.
Автор е на сборника стихове и приказки „Планини мои, степи мои“ („Тауҙарым, далаларым“, 1982), „Малин-град“ (1997), поетичния сборник „Вървя през века“ (1988) и др. Поезията му е издадена в осем сборника, стиховете са преведени на руски, украински, казашки, турски, чувашки, български, немски език. Активно работи в жанровете на публицистиката и очерка.
В съавторство с Равил Бикбаев създава текста на Държавния химн на Башкортостан.

## Награди и премии
- Първи лауреат на наградата „Мифтахетдин Акмула“ (1989) за книгите „Звезда на поезията“ (Мифтахетдин Акмула. Живот. Творчество. Мироглед) и „Вървя през века“.
- лауреат на наградата „Рами Гарипов“ (1996).
- лауреат на наградата „Зайнаб Биишева“ (2012).
- лауреат на Държавната премия на РБ „Салават Юлаев“ (2012) – за книгата „Соколът лети високо“.
- притежател на гранта на Руския фонд за фундаментални изследвания (2011).
- лауреат на обществената премия на Световния курултай (конгрес) на башкирите (2011) – „За изключителен принос в развитието на материалната и духовна култура на башкирския народ“.
- награден с ордена Салават Юлаев (2007) – „За високи творчески постижения в областта на литературата“.[1]